# Acuerdo de Serón de Nágima
El Acuerdo de Serón de Nágima o Tratado de Haxama fue un acuerdo entre el rey Sancho III de Castilla y el conde de Barcelona Ramón Berenguer IV. El pacto se concluyó en febrero de 1158 en la localidad de Serón de Nágima, fronteriza entre sus reinos respectivos, y se enmarca en el problema surgido a raíz del testamento del rey Alfonso I de Aragón respecto a su sucesión.

## Términos
Según los términos del acuerdo, el rey castellano renunció al título de rey de Zaragoza que ostentó su padre, Alfonso VII, así como a su soberanía sobre la ciudad de Calatayud y otras villas que se le habían cedido por el Tratado de Carrión. Sancho las cedió a Ramón Berenguer IV y a su hijo, el futuro Alfonso II de Aragón, aunque en el documento se le llama Ramón; a cambio, este debía rendirle homenaje, tanto a él como a sus sucesores, sin estar obligado a entregarle ninguna fuerza, castillo o señorío.

## Consecuencias
Alfonso II de Aragón pudo liberarse de este homenaje después de combatir en el asedio de Cuenca (1177).